# Hrvatski nogometni kup 1996-1997
La Hrvatski nogometni kup 1996./97. (coppa croata di calcio 1996-97) fu la sesta edizione della coppa nazionale croata, fu organizzata dalla Federazione calcistica della Croazia e fu disputata dal agosto 1996 al maggio 1997.
Il detentore era il Croazia Zagabria, che in questa edizione si ripeté: fu il suo terzo titolo nella competizione, il decimo contando anche i sette della Coppa di Jugoslavia. Avendo vinto anche il campionato, il Croazia realizzò il suo secondo double (doppia corona, "dvostruka kruna" in croato, "dupla kruna" in serbo).
La finalista sconfitta, NK Zagabria, ottenne l'accesso alla Coppa delle Coppe 1997-1998.

## Partecipanti
11 squadre su 12 della 1. "A" HNL 1995-1996 sono ammesse di diritto (l'esclusa è il Marsonia). Gli altri 21 posti sono stati assegnati attraverso qualificazioni.
| Ammesse di diritto | Passate attraverso le qualificazioni    | Passate attraverso le qualificazioni | Passate attraverso le qualificazioni | Passate attraverso le qualificazioni |         |
| Ammesse di diritto | Regione                                 | Squadre                              | Squadre                              | Squadre                              | Squadre |
| --- | --------------------------------------- | ------------------------------------ | ------------------------------------ | ------------------------------------ | ------- |
| - Cibalia - Croazia Zagabria - Hajduk Spalato - Inker Zaprešić - Istria - Osijek - Rijeka - Sebenico - Segesta - Varteks Varaždin - NK Zagabria | Regione di Zagabria                     | PIK Vrbovec                          | Napredak Velika Mlaka                |                                      |         |
| - Cibalia - Croazia Zagabria - Hajduk Spalato - Inker Zaprešić - Istria - Osijek - Rijeka - Sebenico - Segesta - Varteks Varaždin - NK Zagabria | Regione di Krapina e dello Zagorje      | Zagorec                              |                                      |                                      |         |
| - Cibalia - Croazia Zagabria - Hajduk Spalato - Inker Zaprešić - Istria - Osijek - Rijeka - Sebenico - Segesta - Varteks Varaždin - NK Zagabria | Regione di Sisak e della Moslavina      |                                      |                                      |                                      |         |
| - Cibalia - Croazia Zagabria - Hajduk Spalato - Inker Zaprešić - Istria - Osijek - Rijeka - Sebenico - Segesta - Varteks Varaždin - NK Zagabria | Regione di Karlovac                     |                                      |                                      |                                      |         |
| - Cibalia - Croazia Zagabria - Hajduk Spalato - Inker Zaprešić - Istria - Osijek - Rijeka - Sebenico - Segesta - Varteks Varaždin - NK Zagabria | Regione di Varaždin                     | Varaždin                             |                                      |                                      |         |
| - Cibalia - Croazia Zagabria - Hajduk Spalato - Inker Zaprešić - Istria - Osijek - Rijeka - Sebenico - Segesta - Varteks Varaždin - NK Zagabria | Regione di Koprivnica e Križevci        | Slaven Belupo                        |                                      |                                      |         |
| - Cibalia - Croazia Zagabria - Hajduk Spalato - Inker Zaprešić - Istria - Osijek - Rijeka - Sebenico - Segesta - Varteks Varaždin - NK Zagabria | Regione di Bjelovar e della Bilogora    | Bjelovar                             | Mladost-Nada Hrastovac               |                                      |         |
| - Cibalia - Croazia Zagabria - Hajduk Spalato - Inker Zaprešić - Istria - Osijek - Rijeka - Sebenico - Segesta - Varteks Varaždin - NK Zagabria | Regione litoraneo-montana               | Orijent                              |                                      |                                      |         |
| - Cibalia - Croazia Zagabria - Hajduk Spalato - Inker Zaprešić - Istria - Osijek - Rijeka - Sebenico - Segesta - Varteks Varaždin - NK Zagabria | Regione della Lika e di Segna           | Gospić '91                           |                                      |                                      |         |
| - Cibalia - Croazia Zagabria - Hajduk Spalato - Inker Zaprešić - Istria - Osijek - Rijeka - Sebenico - Segesta - Varteks Varaždin - NK Zagabria | Regione di Virovitica e della Podravina | Mladost 127                          |                                      |                                      |         |
| - Cibalia - Croazia Zagabria - Hajduk Spalato - Inker Zaprešić - Istria - Osijek - Rijeka - Sebenico - Segesta - Varteks Varaždin - NK Zagabria | Regione di Požega e della Slavonia      | Slavonija Požega                     |                                      |                                      |         |
| - Cibalia - Croazia Zagabria - Hajduk Spalato - Inker Zaprešić - Istria - Osijek - Rijeka - Sebenico - Segesta - Varteks Varaždin - NK Zagabria | Regione di Brod e della Posavina        | Podvinje                             |                                      |                                      |         |
| - Cibalia - Croazia Zagabria - Hajduk Spalato - Inker Zaprešić - Istria - Osijek - Rijeka - Sebenico - Segesta - Varteks Varaždin - NK Zagabria | Regione zaratina                        | Zara                                 | Hajduk Pridraga                      |                                      |         |
| - Cibalia - Croazia Zagabria - Hajduk Spalato - Inker Zaprešić - Istria - Osijek - Rijeka - Sebenico - Segesta - Varteks Varaždin - NK Zagabria | Regione di Osijek e della Baranja       | Belišće                              | Croatia Đakovo                       | Baranja Beli Manastir                |         |
| - Cibalia - Croazia Zagabria - Hajduk Spalato - Inker Zaprešić - Istria - Osijek - Rijeka - Sebenico - Segesta - Varteks Varaždin - NK Zagabria | Regione di Sebenico e Tenin             |                                      |                                      |                                      |         |
| - Cibalia - Croazia Zagabria - Hajduk Spalato - Inker Zaprešić - Istria - Osijek - Rijeka - Sebenico - Segesta - Varteks Varaždin - NK Zagabria | Regione di Vukovar e della Sirmia       | Zrinski Bošnjaci                     |                                      |                                      |         |
| - Cibalia - Croazia Zagabria - Hajduk Spalato - Inker Zaprešić - Istria - Osijek - Rijeka - Sebenico - Segesta - Varteks Varaždin - NK Zagabria | Regione spalatino-dalmata               | Solin                                |                                      |                                      |         |
| - Cibalia - Croazia Zagabria - Hajduk Spalato - Inker Zaprešić - Istria - Osijek - Rijeka - Sebenico - Segesta - Varteks Varaždin - NK Zagabria | Regione istriana                        |                                      |                                      |                                      |         |
| - Cibalia - Croazia Zagabria - Hajduk Spalato - Inker Zaprešić - Istria - Osijek - Rijeka - Sebenico - Segesta - Varteks Varaždin - NK Zagabria | Regione raguseo-narentana               | Dubrovnik                            |                                      |                                      |         |
| - Cibalia - Croazia Zagabria - Hajduk Spalato - Inker Zaprešić - Istria - Osijek - Rijeka - Sebenico - Segesta - Varteks Varaždin - NK Zagabria | Regione del Međimurje                   |                                      |                                      |                                      |         |
| - Cibalia - Croazia Zagabria - Hajduk Spalato - Inker Zaprešić - Istria - Osijek - Rijeka - Sebenico - Segesta - Varteks Varaždin - NK Zagabria | Città di Zagabria                       | Hrvatski Dragovoljac                 |                                      |                                      |         |

### Riepilogo
| 1ª Divisione 1.HNL 'A' | 2ª Divisione 1.HNL 'B' | 3ª Divisione 2.HNL                                                                                                  | Divisioni inferiori              |
| --- | --- | --- | -------------------------------- |
| Cibalia Croazia Zagabria Hajduk Spalato Hrvatski Dragovoljac Inker Zaprešić Istria Mladost 127 Orijent Osijek Rijeka Segesta Sebenico Varteks Varaždin Zara NK Zagabria | Belišće Dubrovnik Napredak Velika Mlaka Slaven Belupo Slavonija Požega Zagorec                                                                  | Baranja Beli Manastir Bjelovar Croatia Đakovo Gospić '91 Mladost-Nada Hrastovac Podvinje Solin Varaždin PIK Vrbovec | Hajduk Pridraga Zrinski Bošnjaci |
| non ammesse: | | |                                  |
| Marsonia | Čakovec Union Graničar Županja Junak Sinj Mosor Žrnovnica Neretva Metković Olimpija Osijek Ponikve Zagabria Primorac Stobreč Samobor Uskok Klis | le altre 74 squadre                                                                                                 | tutte le altre squadre           |

### Calendario
| Turno                | Gare           | Date                                 | Numero gare | Riduzione squadre |
| -------------------- | -------------- | ------------------------------------ | ----------- | ----------------- |
| Sedicesimi di finale | Gara unica     | 13 e 26 agosto 1996                  | 16          | 32 → 16           |
| Ottavi di finale     | Gara unica     | 4 e 10 settembre 1996                | 8           | 16 → 8            |
| Quarti di finale     | Andata/Ritorno | 16 ottobre 1996 22 e 23 ottobre 1996 | 8           | 8 → 4             |
| Semifinali           | Andata/Ritorno | 9 aprile 1997 16 aprile 1997         | 4           | 4 → 2             |
| Finale               | Gara unica     | 29 maggio 1997                       | 1           | 2 → 1             |

## Sedicesimi di finale
| Squadra 1              | Risultato             | Squadra 2        |
| ---------------------- | --------------------- | ---------------- |
| 13 agosto 1996         |                       |                  |
| Hajduk Pridraga        | 1 – 6                 | Hajduk Spalato   |
| Mladost-Nada Hrastovac | 1 – 3                 | Varteks Varaždin |
| Napredak Velika Mlaka  | 2 – 3                 | Segesta          |
| Orijent                | 0 – 0 (dts) (5-6 dtr) | Belišće          |
| Slavonija Požega       | 3 – 1                 | Bjelovar         |
| 14 agosto 1996         |                       |                  |
| Podvinje               | 0 – 1 (dts)           | Inker Zaprešić   |
| Varaždin               | 1 – 5                 | Rijeka           |
| Solin                  | 0 – 3                 | NK Zagabria      |
| Mladost 127            | 1 – 2 (dts)           | Osijek           |
| Hrvatski Dragovoljac   | 3 – 1                 | Cibalia          |
| Slaven Belupo          | 1 – 0                 | Istria           |
| Baranja Beli Manastir  | 1 – 2 (dts)           | Croatia Đakovo   |
| 17 agosto 1996         |                       |                  |
| PIK Vrbovec            | 0 – 3                 | Dubrovnik        |
| 20 agosto 1996         |                       |                  |
| Gospić '91             | 0 – 0 (dts) (5-4 dtr) | Zara             |
| 27 agosto 1996         |                       |                  |
| Zrinski Bošnjaci       | 0 – 5                 | Croazia Zagabria |
| data sconosciuta       |                       |                  |
| Zagorec                | 1 – 1 (dts) (5-3 dtr) | Sebenico         |

## Ottavi di finale
| Squadra 1            | Risultato   | Squadra 2        |
| -------------------- | ----------- | ---------------- |
| 4 settembre 1996     |             |                  |
| Osijek               | 3 – 0       | Segesta          |
| NK Zagabria          | 2 – 1       | Zagorec          |
| Inker Zaprešić       | 2 – 1 (dts) | Belišće          |
| Slaven Belupo        | 3 – 6       | Croazia Zagabria |
| Hrvatski Dragovoljac | 1 – 0 (dts) | Rijeka           |
| Gospić '91           | 0 – 3       | Dubrovnik        |
| 10 settembre 1996    |             |                  |
| Hajduk Spalato       | 3 – 0       | Slavonija Požega |
| data sconosciuta     |             |                  |
| Varteks Varaždin     | 4 – 0       | Croatia Đakovo   |

## Quarti di finale
| Squadra 1        | Totale | Squadra 2            | Andata     | Ritorno    |
| ---------------- | ------ | -------------------- | ---------- | ---------- |
|                  |        |                      | 16.03.1997 | 23.03.1997 |
| Dubrovnik        | 1 – 4  | Croazia Zagabria     | 1 – 1      | 0 – 3      |
| NK Zagabria      | 4 – 0  | Inker Zaprešić       | 3 – 0      | 1 – 0      |
| Osijek           | 4 – 3  | Hajduk Spalato       | 2 – 1      | 2 – 2      |
| Varteks Varaždin | 2 – 4  | Hrvatski Dragovoljac | 1 – 3      | 1 – 1      |

## Semifinali
| Squadra 1            | Totale | Squadra 2   | Andata     | Ritorno    |
| -------------------- | ------ | ----------- | ---------- | ---------- |
|                      |        |             | 09.04.1997 | 16.04.1997 |
| Croazia Zagabria     | 2 – 1  | Osijek      | 2 – 1      | 0 – 0      |
| Hrvatski Dragovoljac | 2 – 6  | NK Zagabria | 1 – 3      | 1 – 3      |

## Finale
| Arbitro: | Marić (Zagabria) |

|                                  |           |           |
| Cvitanović 30’ (rig.) Viduka 69’ | Marcatori | 77’ Sopić |

| NK Croatia | Zagreb |

|                 |    |                   |     |     |
|                 |    |                   |     |     |
|                 | 1  | Dražen Ladić      |     |     |
|                 | 15 | Daniel Šarić      |     |     |
|                 | 3  | Damir Krznar      |     |     |
|                 | 13 | Dario Šimić       |     |     |
|                 | 26 | Goran Jurić       |     |     |
|                 | 6  | Srđan Mladinić    |     |     |
|                 | 7  | Josip Gašpar      |     | 22’ |
|                 | 4  | Silvio Marić      | 90' |     |
|                 | 9  | Mark Viduka       |     | 89’ |
|                 | 14 | Edin Mujčin       |     |     |
|                 | 21 | Igor Cvitanović   |     |     |
| A disposizione: |    |                   |     |     |
|                 |    | Vladimir Petrović |     | 22’ |
|                 |    | Stjepan Tomas     |     | 89’ |
| Allenatore:     |    |                   |     |     |
| Otto Barić      |    |                   |     |     |

|                 |    |                    |     |     |
|                 |    |                    |     |     |
|                 | 1  | Sandro Tomić       |     |     |
|                 | 9  | Nino Bule          |     | 79’ |
|                 | 17 | Dražen Biškup      |     |     |
|                 | 6  | Marijo Osibov      |     |     |
|                 | 8  | Jasenko Sabitović  |     |     |
|                 | 2  | Marinko Galič      | 60' |     |
|                 | 15 | Sunaj Keqi         |     | 62’ |
|                 | 14 | Vjekoslav Škrinjar |     |     |
|                 | 22 | Ibrahim Duro       |     |     |
|                 | 25 | Elvis Scoria       | 45' |     |
|                 | 10 | Mate Baturina      |     | 46’ |
| A disposizione: |    |                    |     |     |
|                 |    | Robert Regvar      |     | 79’ |
|                 |    | Željko Sopić       |     | 46’ |
|                 |    | Mario Čizmek       |     | 62’ |
| Allenatore:     |    |                    |     |     |
| Krešimir Ganjto |    |                    |     |     |

## Marcatori
| Pos. | Giocatore       | Squadra              | Reti |
| ---- | --------------- | -------------------- | ---- |
| 1    | Mass Sarr       | Hajduk Spalato       | 5    |
| 1    | Mark Viduka     | Croazia Zagabria     | 5    |
| 1    | Dragan Vukoja   | Hrvatski Dragovoljac | 5    |
| 4    | Miljenko Mumlek | Varteks Varaždin     | 4    |
| 4    | Elvis Scoria    | NK Zagabria          | 4    |
| 4    | Davor Vugrinec  | Varteks Varaždin     | 4    |
| 7    | Mate Baturina   | NK Zagabria          | 3    |
| 7    | Ibrahim Duro    | NK Zagabria          | 3    |
| 7    | Dumitru Mitu    | Osijek               | 3    |